# Junction City (Luizjana)
Junction City – wieś w Stanach Zjednoczonych, w stanie Luizjana, w parafii Claiborne.